# Engelmundus
Sint-Engelmundus (ook genoemd Engelmond, Ingelmundus, ... van Engeland of ... van Velsen, ? - Velsen, 14 mei ca. 739) was een missionaris die in Kennemerland zou hebben gewerkt ten tijde van Sint-Willibrord. Hij is de schutspatroon van Velsen. Er bestaan echter geen contemporaine bronnen over hem die zijn bestaan staven.

## Leven
De heilige monnik Engelmundus was volgens de overlevering in Engeland geboren uit een Fries geslacht. Hij zou benedictijner abt zijn geweest. Hij behoorde tot de medewerkers van Sint-Willibrord, mogelijk tot diens eerste metgezellen. Hij predikte het Evangelie in Kennemerland. Vooral wordt hij vereerd te Velsen, waar hij een bron deed ontspringen die nu in het Noordzeekanaal is gelegen.

## Verering
Engelmundus werd in Velsen begraven. Voor een deel rusten zijn relieken nu in de Kathedrale Basiliek Sint Bavo te Haarlem.
Zijn gedenkdag is op 21 juni, volgens oudere bronnen op 1 februari. Drie kerken in de gemeente Velsen zijn vernoemd naar Engelmundus: De protestantse Engelmunduskerk in Velsen-Zuid, de rooms-katholieke St. Engelmunduskerk in Driehuis en de oudkatholieke Engelmunduskerk in IJmuiden.